# یواس‌آرسی لوئیزیانا (۱۸۱۹)
یواس‌آرسی لوئیزیانا (۱۸۱۹) (به انگلیسی: USRC Louisiana (1819)) یک کشتی بود که طول آن ۵۲ فوت ۰ اینچ (۱۵٫۸۵ متر) بود.